# NGC 3130
NGC 3130 في الفهرس العام الجديد، هي مجرة، تقع في كوكبة الأسد. اكتشفت في 19 يناير 1828 بواسطة جون هيرشل.

## روابط خارجية
- NGC 3130 على موقع ويكي سكاي: DSS2, SDSS, GALEX, IRAS, Hydrogen α, X-Ray, Astrophoto, Sky Map, Articles and images